# Armoriale dei comuni del cantone LUX 07 - Lussemburgo
Questa pagina contiene le armi (stemma e blasonatura) dei comuni del Cantone di Lussemburgo.
| Stemma | Nome del comune e blasonatura |
| ------ | --- |
|        | Bertrange (troncato d'argento e di rosso, al leone dalla coda forcata dell'uno all'altro, armato, lampassato e coronato d'oro) |
|        | Contern (d'argento, alla fascia ondata di rosso, caricata di tre burelle ondate d'oro, accompagnata da una croce ancorata di rosso in capo e da una conchiglia di nero in punta) |
|        | Hesperange (fasciato d'oro e d'azzurro, alla banda di rosso accompagnata da una torre d'argento nel cantone sinistro del capo e da un giglio dello stesso nel cantone destro della punta) |
|        | Lussemburgo (burellato d'argento e d'azzurro di dieci pezzi, al leone di rosso, coronato d'oro) |
|        | Niederanven Partito: di rosso al tiglio fogliato, fruttato e sradicato d'oro, e d'azzurro all'elmo romano d'argento attraversante su un pastorale d'oro posto in sbarra; al capo d'oro caricato di una cinquefoglie di rosso bottonata d'argento attraversante su due bastoni gigliati di nero posti in decusse |
|        | Sandweiler (burellato d'oro e di rosso di dieci pezzi, alla croce di nero attraversante sul tutto, caricata da una sagoma di aereo con quattro reattori d'argento visto di fronte) |
|        | Schuttrange (partito di rosso, al leone d'oro, e d'azzurro, alla rosa d'argento; al capo d'oro) |
|        | Steinsel Troncato d'argento alla porta di città aperta a tre torri di rosso, l'apertura della porta caricata di un ferro da mulino di nero, e di rosso a tre leoni d'argento posti 2, 1 |
|        | Strassen (di rosso, a cinque pali d'oro) |
|        | Walferdange D'oro alla volpe rampante di rosso tenente tra le zampe anteriori una freccia dello stesso posta in palo, accompagnata da sette biglietti pure di rosso posti in bordo, sui fianchi e in punta, al capo d'azzurro alla porta di città di tre torri aperta d'oro                                     |
|        | Weiler-la-Tour D'oro alla fascia ondata d'azzurro alla torre di rosso coperta d'azzurro, aperta e finestrata d'argento, attraversante, incappato da un fasciato d'oro e d'azzurro; allo scaglione di rosso caricato di tre gigli d'argento attraversante sulla partizione                                       |